# Империята на светлината
„Империята на светлината“ (на английски: Empire of Light) е романтична драма от 2022 г. на режисьора Сам Мендес. Във филма участват Оливия Колман, Мишел Уорд, Том Брук, Таня Муди, Хана Онслоу, Кристал Кларк, Тоби Джоунс и Колин Фърт.
Премиерата на филма е на Филмовия фестивал в Телюрайд на 3 септември 2022 г. Пуснат е по кината в Съединените щати на 9 декември 2022 г. и във Великобритания на 9 януари 2023 г. от „Сърчлайт Пикчърс“.

## Сюжет
През 1980 г. Хилари Смол работи като дежурен мениджър в „Empire Cinema“, Маргейт, на северното крайбрежие на английското графство Кент. Хилари има биполярно разстройство, живее сама, личният ѝ лекар ѝ е предписал литий и има извънбрачна връзка с шефа си Доналд Елис.
Хилари се влюбва в новия служител, красивия и чаровен Стивън, чернокож британец, който живее с майка си Делия, медицинска сестра. Двамата се сближават, когато тя му показва красивия, но неизползван горен етаж на киното.
Хилари започва да ревнува, когато Стивън започва да се среща с по-младата служителка Джанин. Докато гледа новогодишните фойерверки от покрива на киното, Хилари импулсивно целува Стивън. Двамата започват сексуална връзка. Хилари прекъсва връзката с Доналд и, щастлива от новата връзка, спира да приема лекарствата си.
Хилари вижда как Стивън е тормозен на улицата от група скинхедс, а по-късно се сблъсква с расистки настроени клиенти и Стивън ѝ се доверява за расизма, който среща. Хилари и Стивън отиват на плажа, където Стивън ѝ разказва за първата си любов, Руби, която работи в същата болница като майка му. Когато Стивън я пита за миналото ѝ, тя изпада в развълнувана тирада за мъжете и ядосано разрушава пясъчния замък, който са строили.
Нийл, колега, открива връзката им и предупреждава Стивън за психичното здраве на Хилари. Той казва на Хилари, че ще е най-добре да прекратят сексуалната си връзка. Доналд съобщава на работниците, че киното е избрано за регионалната премиера на филма „Огнените колесници“ с музиката на Вангелис. На премиерата маниакалната Хилари се качва на сцената и произнася развълнувана реч, след което съобщава на съпругата на Доналд за тяхната афера. Психичното здраве на Хилари се влошава. Докато Стивън е в апартамента ѝ, за да провери как е, органите за психично здраве разбиват вратата ѝ и я отвеждат за пренасочване в институция.
Седмици по-късно, отново в киното, Доналд е заменен и Стивън започва да се обучава при Норман, прожекциониста. Отново започва да се среща с Руби. Хилари е изписана от болницата и се връща на работа. Стивън я съветва да гледа филм в киното – нещо, което тя никога не е правила. По време на партито за посрещането ѝ покрай киното минава тълпа скинари. Когато виждат Стивън, те нахлуват и го нападат. Хилари го придружава до болницата, където се запознава с майката на Стивън.
Докато Стивън се възстановява, Хилари първоначално стои настрана. Норман ѝ доверява, че има син, когото не е виждал от много години, защото е изоставил семейството си, и я предупреждава да не бяга. Тя посещава Стивън в болницата. Майка му казва на Хилари, че тя прави Стивън щастлив. Развълнуваната Хилари се втурва обратно в киното и моли Норман да пусне за нея някой филм. Норман избира „Присъствие“ на Хал Ашби.
Стивън се връща в киното, но съобщава на Хилари, че по неин съвет е решил да се върне в колежа и ще напусне града. Стивън си спомня за времето, прекарано с Хилари на прощалната вечеря с Руби и майка му. Двамата се срещат в един парк, където Хилари му подарява книга и накрая се сбогува с него.
Когато влакът на Стивън потегля, той чете стихосбирката на Филип Ларкин „Високи прозорци“.

## Актьорски състав
- Оливия Колман – Хилари Смол
- Мишел Уорд – Стивън
- Колин Фърт – господин Елис
- Тоби Джоунс – Норман
- Том Брук – Нийл
- Таня Муди – Далия
- Хана Онслоу – Джанин
- Кристал Кларк – Руби
- Моника Долан – Роузмари Бейтс
- Сара Стюарт – Бренда
- Рон Кук – господин Купър
- Джъстин Едуардс – Джим Бут

## Продукция
През април 2021 г. става ясно, че Сам Мендес подготвя сценария на следващия си филм за „Сърчлайт Пикчърс“. Оливия Колман преговаря за участие във филма, а Роджър Дийкинс ще бъде оператор. Колман е добавена в актьорския състав през юли, като Мишел Уорд също се присъединява към екипа. През декември 2021 г., Колин Фърт, Тоби Джоунс и Кристал Кларк и Таня Муди също се включват към актьорите.
Снимките започват на 7 февруари 2022 г. в Маргейт на остров Танет. Том Брук и Хана Онслоу потвърждават участието си в края на февруари. Трент Резнър и Атикъс Рос са композитори на музиката.